# Кулдоскопија
Кулдоскопија је минимално инвазивна ендоскопска дијагностичка и терапијска хируршка метода, уз помоћ које се поред инспекције могу обавите и већи оперативни захвати на органима карличне дупље, кроз отвор на вагини начињен колпоцелиотомијом. 

## Историја
Више од 100 година изводи се трансвагинална ендоскопија, касније позната као кулдоскопија, са циљем да се визуализује трбушна и карлична шупљина.
Једно време је кулдоскопија је цветала и као дијагностички и као терапијски поступак. Међутим временом се ова техника  нашла на мети критике због ограничене визуелизације и ограничених оперативних способности уравнотежених са ретким, али могућим компликацијама.
Са све већим напретком круте ендоскопске технологије,  лапароскопију, је брзо заменила кулдоскопију, гурајући је деценијама на ивицу нејасноћа.
Однедавно јавља се све веће интересовање за транслуминалну ендоскопску хирургију кроз  природни  отвор што је резултовало преиспитивањем кулдоскопије као лакше методе за  хируршке приступе.

## Опште информације
Једна од предности кулдоскопије је тај што је она мање трауматска процедура од класичне лапороскопије. За ову методу користисе крути тип телескопа за визуализацију, који се у карличну дупљу уводи кроз отвор на вагини ширине 5 до 12 мм. Видни угао телескопа варира од 0 до 90 степени. За ову интервенцију пацијент може бити постављен у лежећи (литотомија) или у кољлени (колено - најнижи положај). Ради боље визуеализације врши се упумпавање гаса у трбушну дупљу.
Изводи се у локалној, регионалнној или општом анестезији углавном у болничким условима, мада се у одређеним случајевима може извести у амбулантним условима.

## Индикације
Кулдоскопија се користи се за:
- дијагностику неплодности,[31][32][33][34][35]
- бол у карлици,[36]
- рак у карлици,[37]
- прираслице у карлици.[38][39][40]
- оперативне захвата као што су — лигација тубе утерине, циста јајника, лиза адхезија, биопсија ендометриозе, холецистектомија.[41][42]

## Поступак
Кулдоскопија се обавља посебно конструисаним ендоскопом — кулдоскопом, са специјално конструисаном оптиком и светлошћу на врху у циљу визелног прегледа трбушне дупље.
Кулдоскопија се обавља кроз претходно направљен  рез у задњем вагиналном форниксу (удубљење иза грлића материце), кроз који се убацује колпоскоп у перитонеалну шупљину (простор унутар абдомена који садржи црева, желудац и јетру).
По завршеном постуку иунструмент се извлаче кроз рез у вагину. Кулдоскоп се уклања, а рез на вагини се затвора.
Кулдоскопија траје око 15 до 30 минута, а жене могу да се врате кући истог дана. За опоравак је 
потребно неколико дана у кучним условима. Сексуални однос се обично одлаже док се рез потпуно не залечи, што обично траје неколико недеља, без видљивих ожиљака.

## Флексибилна кулдоскопија
Флексибилна кулдоскопија, је савременији облик ове методе, која за преглед користи портове од 5 мм, који су тањи него код класичне или круте кулдоскопије. Флексибилан тип телескопа омогућава шире видно поље односно ретровизију помоћу савијањања флексибилног фибероскопа у распону од 0 до 180°.
Ово нова, савременија процедура, има сличне индикације као код кулдоскопије. 
Предност флексибилне кулдоскопије, је тај што она у току прегледа нема слепих тачака као у кулдоскопији (нпр предње стране материце).